# Rhodymeniophycidae
Rhodymeniophycidae G.W. Saunders & Hommersand, 2004, segundo o sistema de classificação de Saunders e Hommersand (2004), é o nome botânico de uma subclasse de algas vermelhas da classe Florideophyceae, subfilo Eurhodophytina.
- Subclasse nova, não existente em nenhuma das classificações anteriores.

## Táxons inferiores
Ordem 1: Bonnemaisoniales Feldmann & Feldmann, 1942
Famílias: Bonnemaisoniaceae, Naccariaceae
Ordem 2: Ceramiales Oltmanns, 1904
Famílias: Ceramiaceae, Dasyaceae, Delesseriaceae, Rhodomelaceae
Ordem 3: Gelidiales Kylin, 1923
Ordem 4: Gigartinales Schmitz in Engler, 1892
Famílias: Acrosymphytaceae, Acrotylaceae, Areschougiaceae, Blinksiaceae, Calosiphoniaceae, Caulacanthaceae, Corynocystaceae, Cruoriaceae, Cubiculosporaceae, Cystocloniaceae, Dicranemataceae, Dumontiaceae, Endocladiaceae, Furcellariaceae, Gainiaceae, Gigartinaceae, Gloiosiphoniaceae, Haemeschariaceae, Kallymeniaceae, Mychodeaceae, Mychodeophyllaceae, Nizymeniaceae, Petrocelidaceae, Peyssonneliaceae, Phacelocarpaceae, Phyllophoraceae, Polyideaceae, Rhizophyllidaceae, Rissoellaceae, Schmitziellaceae, Solieriaceae, Sphaerococcaceae, Tichocarpaceae.
Ordem 5: Gracilariales S. Fredericq & M.H. Hommersand, 1989
Famílias: Gracilariaceae, Pterocladiophyllaceae
Ordem 6: Halymeniales G.W. Saunders & G.T. Kraft, 1996
Famílias: Halymeniaceae, Sebdeniaceae, Tsengiaceae
Ordem 7: Nemastomatales Kylin 1925
Famílias: Nemastomataceae, Schizymeniaceae
Ordem 8: Plocamiales G.W. Saunders & G.T. Kraft 2005
Famílias: Champiaceae, Faucheaceae, Lomentariaceae, Rhodymeniaceae
Ordem 9: Rodhymeniales
- O sistema de classificação de Yoon et a. (2006) não incluiu esta subclasse. Transferiu as ordens e  famílias desta subclasse para a classe Florideophyceae, subfilo Rhodophytina.